# Pretilia
Pretilia is een kevergeslacht uit de familie van de boktorren (Cerambycidae). De wetenschappelijke naam van het geslacht werd voor het eerst geldig gepubliceerd in 1866 door Bates.

## Soorten
Pretilia is monotypisch en omvat slechts de volgende soort:
- Pretilia tuberculata (Fabricius, 1801)